# La Presse (Montréal)
Pour les articles homonymes, voir La Presse et presse.
La Presse est un journal quotidien québécois fondé en 1884 à Montréal. Il traite de l'actualité internationale ainsi que de la vie politique, économique et culturelle. Depuis décembre 2017, celui-ci est entièrement numérique et n'est donc plus imprimé.
Détenu pendant plusieurs années par l'entreprise Power Corporation de la famille Desmarais, sa ligne éditoriale est considérée comme centriste et fédéraliste. Depuis 2018, suite au dépôt du projet de loi 400 à l'Assemblée nationale du Québec par la ministre de la Culture et des Communications Marie Montpetit, La Presse n'est plus une entreprise à but lucratif. Son capital devient incessible et il est désormais détenu par une fondation pour la liberté de la presse, ce modèle s'inspirant du journal britannique The Guardian détenu par le Scott Trust.

## Historique

### Débuts et premières années
Le quotidien La Presse est fondé le 20 octobre 1884 par William-Edmond Blumhart. Le typographe Trefflé Berthiaume en devient le dirigeant en 1889 et le propriétaire en 1894. Son journal dépasse bientôt la Patrie en tirage. En avril 1901, la direction organise une « Croisière de La Presse » vers Québec. Le journal organisait aussi une charité nommée l'Œuvre des étrennes aux enfants pauvres. Une illustration en première page du 3 décembre 1904 célébrait le 50e anniversaire de la proclamation du dogme de l'Immaculée-Conception. En effet, l'usage était alors de mettre une illustration au lieu d'une photo sur la page titre.
Dans la nuit du 12 octobre 1904, Berthiaume vend La Presse au financier David Russell pour la somme de 700 000 $. Le journal est racheté peu de temps après par deux financiers torontois, Donald Mann et William Mackenzie. Berthiaume regrette la transaction et au cours des mois suivants, il supplie Wilfrid Laurier d'intercéder auprès des nouveaux propriétaires afin qu'ils consentent à lui remettre son journal.
Il parvient finalement à reprendre en partie le contrôle sur son journal en 1906 en le rachetant à perte. En plus d'être débiteur des anciens propriétaires, ceux-ci lui imposent un représentant au comité de direction. Berthiaume ne redeviendra l'unique propriétaire de son journal qu'en 1913.
Dans son édition du 3 novembre 1906, La Presse déclare à son lectorat qu'elle « sera à l'avenir ce qu'elle a été depuis sa fondation, c'est-à-dire un journal entièrement indépendant de tous les partis politiques, de toutes les factions, de tous les groupes ».
En novembre 1911, l'édition quotidienne de La Presse atteint une circulation moyenne de 105 673 copies par jour, dont 55 128 copies pour Montréal et la banlieue, et 50 545 pour les endroits en dehors de Montréal.
À la suite du décès de Trefflé Berthiaume, en janvier 1915, ses trois fils occupent diverses fonctions : l’aîné, Arthur, préside la compagnie et dirige les finances et l’administration alors qu’Eugène s’occupe de la rédaction et Édouard de l’équipement. Pamphile DuTremblay, gendre de Trefflé Berthiaume, devient à son tour président de La Presse en 1932.
Le 3 mai 1922, il annonçait avoir installé dans ses bureaux le plus puissant poste de radiotéléphonie d'Amérique. La station de radio CKAC est créée le 2 octobre suivant. En 1933, le journal rachète la Patrie. Le 6 octobre 1955, son président P.-R. Dutremblay décède.

### Seconde moitié duXXesiècle
Les typographes de La Presse commencent une longue grève le 3 juin 1964. Elle ne finit que le 23 décembre, soit près de six mois plus tard. Le quotidien concurrent Le Journal de Montréal est lancé durant cette grève. Gérard Pelletier est le rédacteur en chef de La Presse de 1961 à 1965.
De 1968 à 1972, La Presse est présidée et éditée par Pierre Dansereau, ancien président du journal Le Nouvelliste de Trois-Rivières, que vient d'acquérir Paul Desmarais de la famille Dansereau. À partir du 27 octobre 1971, le journal cesse de paraître; il paraîtra de nouveau à partir du 10 février 1972.
De 1972 à 1980, La Presse est présidée et éditée par Roger Lemelin, écrivain de profession. Roger D. Landry a ensuite dirigé le journal pendant vingt ans. Le journal connaît une grève de sept mois du 7 octobre 1977 au 8 mai 1978.
La présentation du journal change beaucoup au cours du XXe siècle. Elle subit un remodelage graphique complet en novembre 1986, puis un autre en 2003. Raymond Guérin, chroniqueur humoristique, a écrit une Ode à La Presse dans laquelle il énumère les personnages dont le journal a été témoin : Yvon Robert, la Famille Soucy, l'Abbé Warré, la Bolduc, les sœurs Dionne, Aurore, l'enfant martyre, Tit-Coq, Dupuis Frères, Jean-Guy Moreau, J.J. Joubert, Maurice Richard, Henri Richard, le Père Ambroise, Octave Crémazie, le Docteur Lambert, Henry Morgentaler, etc.
Depuis 1984, La Presse honore une personnalité de l'année. Dans le passé, elle a honoré Julie Payette, Daniel Langlois et Gaétan Boucher. La même année, le journal lance un livre mémorial pour célébrer son centième anniversaire. Un livre semblable fut publié en 1999 chez les Éditions La Presse pour rappeler les événements du XXe siècle.
La Presse s'oppose à la souveraineté du Québec à plusieurs reprises. Le journal se prononce notamment contre lors des référendums de 1980 et 1995. Le journal prend également position en faveur de partis fédéralistes à l'occasion de chaque élection.
André Pratte, qui fut par la suite membre du Sénat du Canada, est l'éditorialiste en chef de 2001 à 2015. Il écrit qu'en 1967, le journal prend une position en faveur de la Constitution du Canada[réf. souhaitée]. La ligne éditoriale appuie la grève étudiante québécoise de 2005 et le mariage homosexuel au Canada et s'oppose à la deuxième guerre du Golfe et à la grève étudiante québécoise de 2012.
Par ailleurs, Pierre Foglia (parti à la retraite en 2015) écrit des chroniques sur la société québécoise et sur le Tour de France. Judith Lachapelle a remporté le prix Judith-Jasmin pour ses reportages sur les aliments bio. Stéphane Laporte écrit des Clins d'œil en première page et des chroniques humoristiques du samedi (autrefois le dimanche), qui parlent surtout de son enfance. Denis Lessard, Joël-Denis Bellavance et Tommy Chouinard écrivent des articles politiques.
À partir de 2001, avec l'arrivée en poste de l'éditeur Guy Crevier, le quotidien a entrepris une refonte : modernisation de sa maquette, création de nouveaux cahiers thématiques, augmentation de la couverture internationale, etc. Il a aussi pris un virage relève en faisant de la place à de jeunes collaborateurs. Ces changements ont eu comme résultat une augmentation sensible de la qualité du journal et, ultimement, du nombre de lecteurs.
En 2011, la stratégie de marque est repensée et La Presse arbore un nouveau logo. Les marques La Presse pour la version papier et Cyberpresse pour la version web apparaissent désormais sous la seule marque La Presse pour plus de cohérence et dans le but d'unifier la marque.
En avril 2013, La Presse lance La Presse+, une édition numérique gratuite pour iPad. La Presse+ offre gratuitement l’ensemble des contenus rédactionnels de La Presse papier en version enrichie et plusieurs contenus exclusifs. Au-delà de l’édition quotidienne, La Presse+ permet aussi aux lecteurs de demeurer à l’affût de l’actualité grâce à une fonction de nouvelles en direct.
En janvier 2014, neuf mois après son lancement, l'édition numérique La Presse+ avait été installée sur 400 000 iPad. Se pose aujourd'hui la question de la rentabilité de ce « nouveau média » et l'avenir du papier.
Le 16 septembre 2015, La Presse annonce qu'il sera le premier grand quotidien à abandonner l'édition papier en semaine, seule l'édition du samedi continuera à être imprimée dès le 1er janvier 2016. L'abandon de l'édition papier en semaine provoqua la perte de 43 postes à la salle de rédaction et, en incluant tous les postes concernés, d'un total de 158 emplois.
Le 30 décembre 2017, La Presse se tourne définitivement vers le numérique en publiant sa dernière édition papier, ce qui entraîne une réduction de personnel touchant 49 emplois réguliers et temporaires. La Presse propose donc désormais un écosystème entièrement numérique qui regroupe l'édition gratuite sur tablette La Presse+, l'application pour téléphones La Presse Mobile et le site web lapresse.ca.
Le fonds d’archives La Presse est conservé au centre d’archives de Montréal de Bibliothèque et Archives nationales du Québec.

### Transformation en société par actions détenue par une «fiducie d’utilité sociale» en 2018
Le président du quotidien, Pierre-Elliott Levasseur, a annoncé mardi le 8 mai 2018, que La Presse se détacherait de Power Corporation et deviendrait « une structure sans but lucratif », avec pour objectif de demander le statut fédéral d’organisme de bienfaisance permettant l’émission de « reçus officiels de dons » aux fins fiscales, l’aide gouvernementale et un régime fiscal plus avantageux, tout en se mettant à l’abri d’acheteurs éventuels. « C’est le meilleur des deux mondes » a assuré M. levasseur en conférence de presse à la suite d’une rencontre avec les employés. « La Presse va continuer de défendre les mêmes valeurs qu’elle a défendues au cours des cinquante dernières années : La Presse a toujours défendu les intérêts du Québec et continuera à les défendre » a-t-il affirmé ajoutant qu’aucune mise à pied n’était prévue et que les journalistes, chroniqueurs, éditorialistes et patrons de la salle de nouvelles demeureraient en poste.
Le gouvernement québécois avait approuvé il y a 51 ans l’achat de La Presse par la famille Desmarais par l’entremise d’une loi privée. Un nouveau projet de loi doit maintenant invalider l’ancien, si possible avant la fin de la session parlementaire, le 15 juin. Le premier ministre Philippe Couillard croit qu’une adoption rapide est possible, mais « la collaboration des partis d’opposition sera nécessaire ».
La ministre de la Culture et des Communications, Marie Montpetit, dépose le projet de loi 400 afin de permettre à La Presse de se détacher de Power Corporation et de devenir un organisme sans but lucratif. Cette transformation nécessite l’abrogation d’une loi privée adoptée en 1967, qui impose à l’entreprise une autorisation de l’Assemblée nationale pour tout changement de contrôle ou de cession d’actifs.
À l’Assemblée nationale, Marie Montpetit plaide que cette disposition surannée place La Presse dans une situation qui s'apparente à une tutelle gouvernementale, contraire au principe d’indépendance de la presse. Elle défend le projet de loi au nom de la liberté de gestion des médias, de l’équité entre les entreprises de presse et de la nécessité d’agir pour assurer la pérennité d’un média d'information. Elle affirme : « Il n’appartient pas aux parlementaires de s’immiscer dans un média, ni dans son contenu, ni dans sa structure. Nous devons être guidés par des principes fondamentaux qui sont la séparation entre le politique et les médias et l’équité entre les différents médias»,.
Le 14 juin 2018, le gouvernement Couillard utilise le bâillon pour couper court aux débats à l'Assemblée nationale et forcer la tenue d'un vote sur le projet de loi 400, qui permettra désormais à La Presse de changer sa structure de propriété. Le projet de loi est adopté, malgré l’opposition du Parti québécois et de la députée indépendante Martine Ouellet.
Le 14 juillet 2018, La Presse devient totalement indépendante de son ancien propriétaire Power Corporation.
Le 15 juillet 2018, Pierre-Elliott Levasseur, président de La Presse, annonce la création officielle de la « fiducie d'utilité sociale » art. 1270, 1282, 1294 et 1298 du Code civil du Québec qui présidera désormais aux destinées de La Presse. « La Fiducie de soutien à La Presse est une fiducie d'utilité sociale détenant l'entièreté des actions de La Presse.
Son rôle consiste à préserver la mission du journal et à s'assurer que tous les fonds recueillis auprès des donateurs et tous les bénéfices générés par les activités commerciales soient réinvestis dans les opérations de La Presse, avec pour objectif ultime de produire une information de qualité. » Selon le Registraire des entreprises du Québec, la nouvelle société porte le nom « La Presse (2018) inc. » et son régime constitutif est celui de la Loi canadienne sur les sociétés par actions (L.R.C. (1985), ch. C-44). La Presse devient le premier média écrit du Québec à prendre un virage non lucratif.

### Identité visuelle (logotype)

Logos de La Presse
Dès sa création en 1884 au 19 août 1961.
Du 19 août 1961 au 4 janvier 1969[LP 2].
Du 4 janvier 1969 au 15 novembre 1986[LP 3].
Du 15 novembre 1986 au 15 septembre 2000.
Du 15 septembre 2000 au 7 octobre 2003.
Du 7 octobre 2003 au 25 octobre 2011.
Depuis 25 octobre 2011[6].

## Localisation
Ses bureaux sont situés au 750 boulevard Saint-Laurent, dans le Vieux-Montréal

### Soutien lors des élections
Depuis le changement de statut du journal en 2018 l'équipe éditoriale ne publie plus de soutien à un parti lors d'élections.

#### Soutien lors des élections générales québécoises
| 1973 |  | Pas de soutien explicite mais rejet du Parti québécois                                               |
| 1976 |  | Pas de soutien explicite mais souhait de voir le Parti libéral du Québec remporter le plus de sièges |
| 1981 |  | Parti libéral du Québec                                                                              |
| 1985 |  | Parti libéral du Québec                                                                              |
| 1989 |  | Parti libéral du Québec                                                                              |
| 1994 |  | Pas de soutien explicite mais rejet du Parti québécois                                               |
| 1998 |  | Parti libéral du Québec                                                                              |
| 2003 |  | Parti libéral du Québec                                                                              |
| 2007 |  | Parti libéral du Québec                                                                              |
| 2008 |  | Parti libéral du Québec                                                                              |
| 2012 |  | Parti libéral du Québec                                                                              |
| 2014 |  | Parti libéral du Québec                                                                              |
| 2018 |  | Pas de soutien                                                                                       |
| 2022 |  | Pas de soutien                                                                                       |

#### Soutien lors des élections fédérales
| 1979 |  | Parti libéral du Canada                                      |
| 1980 |  | Parti libéral du Canada                                      |
| 1984 |  | Pas de soutien                                               |
| 1988 |  | Parti progressiste-conservateur du Canada                    |
| 1993 |  | Parti libéral du Canada                                      |
| 1997 |  | Parti libéral du Canada                                      |
| 2000 |  | Parti libéral du Canada                                      |
| 2004 |  | Pas de soutien, souhait d'avoir un gouvernement minoritaire  |
| 2006 |  | Parti conservateur                                           |
| 2008 |  | Pas de soutien                                               |
| 2011 |  | Pas de soutien, souhait d'avoir un gouvernement minoritaire, |
| 2015 |  | Parti libéral du Canada                                      |
| 2019 |  | Pas de soutien,                                              |
| 2021 |  | Pas de soutien,                                              |

#### Soutien lors des référendums
| 1980 |  | Non |
| 1992 |  | Oui |
| 1995 |  | Non |

#### Soutien lors des élections municipales à Montréal
| 1986 |       | Jean Doré           |
| 1990 |       | Jean Doré,          |
| 1994 |       | Jean Doré,          |
| 1998 |       | Jacques Duchesneau, |
| 2001 |       | Gérald Tremblay     |
| 2005 |       | Gérald Tremblay     |
| 2009 | Aucun | Aucun               |
| 2013 |       | Denis Coderre       |

## Audience
Ses compétiteurs directs sont Le Journal de Montréal, un tabloïd qui vise un lectorat plus populaire, et Le Devoir, un journal indépendant à tirage limité qui vise un lectorat plus pointu. La Presse est particulièrement reconnue pour ses nombreux chroniqueurs et éditorialistes, comme Patrick Lagacé.
Son site internet, www.lapresse.ca, atteint les 2,9 millions de visiteurs uniques par mois en 2017, 3,8 millions en 2021. Toutes plateformes confondues, La Presse est lue par 4,2 millions de personnes en 2021.
Le tirage papier de La Presse diminue au cours de la 2e moitié des années 1990 et tombe sous la barre des 190 000 exemplaires quotidiens en 1996. Une nette remontée intervient en 2000 au moment où le journal lance une nouvelle formule. Le tirage se stabilise entre 2000 et 2004[réf. nécessaire] puis poursuit sa remontée lors des années suivantes jusqu'en 2015.
| Période                               | Semaine | Samedi  | Dimanche   |
| ------------------------------------- | ------- | ------- | ---------- |
| janvier–mars 1985                     | 202 000 | NC      | NC         |
| janvier–mars 1999                     | 176 855 | 289 704 | 187 016    |
| avril–septembre 1999                  | 168 471 | 266 236 | 178 982    |
| janvier–mars 2000                     | 195 100 | 291 400 | 201 500    |
| avril–septembre 2000                  | 183 178 | 273 907 | 191 276    |
| avril–septembre 2003[réf. nécessaire] | 180 713 | 266 471 | 195 729    |
| avril–septembre 2004[réf. nécessaire] | 188 216 | 268 054 | 208 550    |
| avril–septembre 2005                  | 194 183 | 268 651 | 216 417    |
| avril–septembre 2006                  | 196 970 | 269 628 | 220 644    |
| octobre 2006–mars 2007                | 204 545 | 277 624 | 224 333    |
| avril–septembre 2008                  | 203 022 | 269 556 | 220 008    |
| avril–septembre 2009                  | 203 373 | 267 680 | 221 450    |
| avril–septembre 2010                  | 202 389 | 264 678 | NC         |
| septembre 2010–mars 2011              | 211 490 | 270 694 | NC         |
| septembre 2011–mars 2012              | 215 366 | 270 743 | NC         |
| avril–septembre 2014                  | 276 359 | 340 143 | [ note 5 ] |
| mars–septembre 2015                   | 279 731 | 340 943 | NC         |

## Éditorialistes, chroniqueurs et journalistes
Le quotidien La Presse compte ou a compté parmi ses éditorialistes, chroniqueurs et journalistes, des personnalités telles que :
- François Cardinal, vice-président à l'information et éditeur adjoint ;
- Mathieu Perreault, journaliste ;
- Ariane Lacoursière, journaliste ;
- Mathias Brunet, journaliste, Sports ;
- Bernard Brault, photographe ;
- Marc Cassivi, chroniqueur, Arts ;
- Marc-André Lussier, chroniqueur cinéma ;
- Serge Chapleau, caricaturiste ;
- Stéphane Laporte, collaborateur ;
- Stéphanie Grammond, éditorialiste en chef ;
- Richard Hétu, correspondant à New York ;
- Vincent Brousseau-Pouliot, chroniqueur ;
- Alexandre Sirois, chroniqueur ;
- Nathalie Collard, chroniqueuse ;
- Philippe Mercure, chroniqueur ;
- Katia Gagnon, journaliste ;
- Isabelle Hachey, chroniqueuse, Actualités ;
- Francis Vailles, chroniqueur, Affaires ;
- Yves Boisvert, chroniqueur, Actualités ;
- Paul Journet, chroniqueur, Actualités ;
- Mario Girard, chroniqueur, Actualités ;
- Patrick Lagacé, chroniqueur, Actualités ;
- Rima Elkouri, chroniqueuse, Actualités ;
- Marie-Eve Fournier, chroniqueuse, Affaires ;
- Jean-Philippe Décarie, chroniqueur, Affaires ;
- Alexandre Pratt, chroniqueur, Sports ;
- Hugo Dumas, chroniqueur télé ;
- Chantal Guy, chroniqueuse, Arts ;
- Laura-Julie Perreault, chroniqueuse, Actualités ;
- Ève Dumas, journaliste, Gourmand ;
- Régis Labeaume, chroniqueur, Dialogue.